# Seznam vídeňských administrátorů, biskupů a arcibiskupů
Tento seznam hlavních představitelů vídeňské arcidiecéze zahrnuje administrátory (1469–1513), biskupy (1513–1722) a arcibiskupy (1722 – současnost). 
Pod arcidiecézi spadají kromě Vídeňské církevní provincie také diecéze celovecká (Eisenstadt), linecká a sanktpöltenská. Současným nejvyšším představitelem arcidiecéze je od roku 1995 kardinál Kryštof Maria Schönborn (narozen v roce 1945 na zámku Skalka u Litoměřic).

## Administrátoři
- Lev ze Spauru (1469–1479) (apoštolský administrátor)
- Johann Beckensloer (Beckenschlager) (1480–1482) (apoštolský administrátor)
- Bernhard von Rohr (1482–1487) (apoštolský administrátor)
- Orbán von Nagylúcse (1488–1490) (apoštolský administrátor)
- Matthias Scheidt (1490–1493) (apoštolský administrátor)
- Jan Vitéz (1493–1499) (apoštolský administrátor)
- Bernhard von Pollheim (1500–1504) (apoštolský administrátor)
- Franz Bakocz (1504–1509) (apoštolský administrátor)
- Johann Gosztónyi de Felsöszeleste (1509–1513) (apoštolský administrátor)

## Biskupové
- Georg von Slatkonia (1513–1522) 
  - Pietro Bonomo (1522–1523 demise) (apoštolský administrátor)
- Johann von Revellis (1523–1530)
- Johann Fabri (1530–1541)
- Friedrich Nausea (1541–1552)
- Christoph Wertwein (1552–1553) 
  - Sv. Petr Canisius (1554–1555) (apoštolský administrátor)
  - Sede vacante (1555–1558)
- Antonín Brus z Mohelnice (1558–1563) 
  - Urban Sagstetter von Gurk (1563–1568) (apoštolský administrátor)
  - Sede vacante (1568–1574)
- Johann Caspar Neubeck (1574–1594) 
  - Sede vacante (1594–1598)
- kardinál Melchior Klesl (15. července 1598 – 18. září 1630 †)
- Anton Wolfradt (1631–1639)
- Filip Fridrich Breuner (3. června 1639 – 23. května 1669 †)
- Wilderich von Waldendorff (28. června 1669 – 4. září 1680 †)
- Emerich Sinelli, O.F.M.Cap. (14. listopadu 1681 – 25. února 1685 †)
- Ernest von Trautson (23. března 1685 – 7. ledna 1702 †)
- František Antonín z Harrachu (1702 – 31. července 1706 odstoupil)
- Franz Ferdinand von Rummel (4. října 1706 – 15. března 1716 †)
- Sigismund von Kollonitz (1. července 1716 – 1. června 1722, poté arcibiskup)

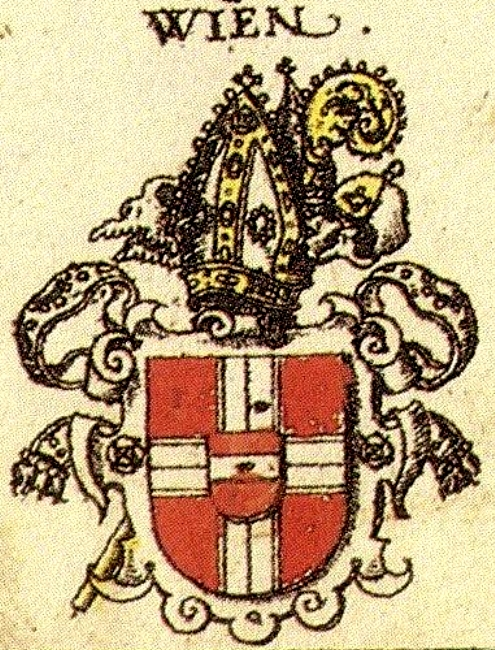
Znak vídeňského biskupství v Siebmacherově Wappenbuchu z roku 1605

## Arcibiskupové
- kardinál Sigismund von Kollonitz (1. června 1722 – 12. dubna 1751 †, předtím biskup)
- kardinál Johann Joseph von Trautson (12. dubna 1751 nastoupil- 10. března 1757 †)
- kardinál Cristoforo Antonio Migazzi (15. března 1757 – 14. dubna 1803 †)
- Sigismund Anton von Hohenwart, S.J. † (29. dubna 1803 – 30. června 1820 †)
- Leopold Maximilian von Firmian (25. ledna 1822 – 29. listopadu 1831 †)
- Vincenc Eduard Milde (27. října 1831 – 14. března 1853 †)
- kardinál Joseph Othmar von Rauscher (20. března 1853 – 24. listopadu 1875 †)
- kardinál Johann Baptist Rudolf Kutschker (12. ledna 1876 – 27. ledna 1881 †)
- kardinál Cölestin Joseph Ganglbauer, O.S.B. (23. března 1881 – 14. prosince 1889 †)
- kardinál Anton Josef Gruscha (24. ledna 1890 – 15. srpna 1911 †)
- kardinál Franz Xaver Nagl (5. srpna 1911 nastoupil – 4. února 1913 †)
- kardinál Friedrich Gustav Piffl (1. dubna 1913 – 21. dubna 1932 †)
- kardinál Theodor Innitzer (19. září 1932 – 9. října 1955 †)
- kardinál Franz König (10. května 1956 – 16. září 1985 demise)
- kardinál Hans Hermann Groër, O.S.B. (15. července 1986 – 14. září 1995 demise)
- kardinál Christoph Schönborn, O.P., nastoupil 14. září 1995